# Euorodalus coenosus
Euorodalus coenosus är en skalbaggsart som beskrevs av Georg Wolfgang Franz Panzer 1798. Euorodalus coenosus ingår i släktet Euorodalus och familjen Aphodiidae. Inga underarter finns listade i Catalogue of Life.